# Faro de la Jument
El faro de la Jument es un faro situado frente a la costa sur oeste de la isla de Ouessant, en el Departamento de Finisterre, en Bretaña, Francia. Junto con el faro de Kéréon, delimita el estrecho de Fromveur, en el norte del mar de Iroise.

## Arquitectura
El faro es una torre octogonal de piedras de granito vistas, excepto en su parte inferior que es revestida de cemento liso. Se alza sobre un basamento ovalado de piedras vistas, y termina en una cornisa volada de obra. La barandilla metálica y la linterna están pintadas de rojo.

## Historia
Desde mediados del siglo XIX, la Comisión de los Faros del ministerio francés de Obras Públicas consideraba necesaria la construcción de un faro a la salida/entrada sur del estrecho de Fromveur, un pasaje marítimo de intenso tráfico marítimo que solo estaba señalado en su extremo norte por el faro de Stiff, en la costa norte de la isla de Ouessant. La Comisión preveía situarlo en el arrecife llamado en bretón Ar Gazec Coz (en francés la vieille Jument, y en español la vieja yegua), un arrecife avanzado en el mar y particularmente temible para los buques procedentes del atlántico. Pero se consideraba que las técnicas de construcción de la época no permitían construir un edificio alto en un emplazamiento tan reducido y tan expuesto a la fuerza de las tormentas.
Un informe de la Marina nacional de 1904 estimaba que 20.000 navíos circulaban cada año a lo largo de las costas de Ouessant, y que 31 habían naufragado en la zona entre 1888 y 1904, 19 de ellos con pérdidas humanas. Particularmente trágico había resultado en 1899 el naufragio entre Ouessant y Molène del buque de pasajeros británico Drummond-Castle, en el que 243 personas perdieron la vida y solo 3 pudieron ser rescatadas. En febrero del mismo año, el ministerio aprobó por decreto la construcción de una torrecilla en la roca de la Jument.
Un acontecimiento inesperado precipitó los trámites. El 27 de marzo de 1904, un miembro de la Sociedad de Geografía de París, Eugène Potron, fallecía legando una importante suma de dinero al Estado francés para la «construcción de un faro construido con materiales escogidos y dotado con aparatos de iluminación perfeccionados.» Este faro tenía que ser levantado «(...) en un arrecife de uno de los peligrosos parajes del litoral del Atlántico, como los de la isla de Ouessant» El testamento especificaba que el faro tenía que ser operativo antes de 7 años a contar a partir de la muerte del donante, y que si no se cumplía con esa condición el dinero habría de ser revertido a una sociedad de salvamento marítimo.
El ministerio de Obras Públicas aceptó el reto y, basándose en los estudios preliminares ya efectuados en la región, decidió construir un faro parecido al de Ar Men en la roca llamada «la Jument», aprovechando los últimos experimentos realizados con cemento Portland en obras de construcción en el mar. La base logística se instaló en Ouessant y el equipo, bajo las órdenes del jefe de obras Heurté, disponía de un pequeño barco de vapor, La Confiance, una chalupa y una embarcación de salvamento. Las obras se realizaban en un período máximo de abril a octubre, aprovechando la poca amplitud de las mareas de verano y los días de buen tiempo.
El primer año, solo lograron 17 desembarcos en la roca, lo que representaba un total de 52 horas de trabajo. En febrero de 1905, los ingenieros del Ministerio empezaron a preocuparse por la lentitud de las operaciones, preocupación que se confirmó tras la temporada del verano de 1905 que no contó más de 206 horas de trabajo repartidas en 59 desembarcos, logrando así levantar solo 100 m³ de mampostería sobre un total estimado en 1700 m³, a saber un 6% del conjunto de la obra. Para poder cumplir el plazo, en 1909 se aportaron más medios: un barco de más capacidad para el transporte de materiales, unos cabestrantes y unas bombas motorizados así como una hormigonera. Se aumentaron las presiones sobre el equipo de ingenieros y obreros mientras se multiplicaban las atenciones hacia los testaferros de Eugène Potron. Gracias al extremado celo de los equipos y a una rigurosa y estricta organización del trabajo, las obras terminaron con solo 7 meses de retraso y la luz del faro se encendió por primera vez el 15 de octubre de 1911.
Las instalaciones interiores sin embargo estaban aún sin hacer, y los fareros tuvieron que convivir durante 3 años con carpinteros, albañiles, soladores y pintores. Al poco tiempo de la inauguración, del 21 al 23 de diciembre de 1911, una violenta tempestad sacudió el edificio que empezó a ceder: se rajaron los cristales de la linterna y el mercurio que asegura la estabilidad de la óptica se derramó. Las vibraciones observadas en el edificio confirmaron los temores de los ingenieros: al haber reducido el basamento del faro para ganar tiempo, habían comprometido la estabilidad y la solidez de todo el edificio. En octubre de 1912 solicitaron créditos suplementarios para acometer las obras necesarias, que no fueron aprobados hasta 1914. Se aprovechó el hecho de que el faro tuviera que ser apagado casi un año durante la Primera Guerra Mundial (de diciembre de 1917 a noviembre de 1918) para revestir las partes fisuradas con una coraza de cemento armado, y reforzar la base ampliándola. Las obras prosiguieron hasta 1924 pero no fue suficiente y el tronco del faro seguía fisurándose. En 1934, se decidió asegurar la estabilidad del faro fijándolo mediante tres cables interiores de acero a su base rocosa, un sistema ideado por el ingeniero de Puentes Coyne. 

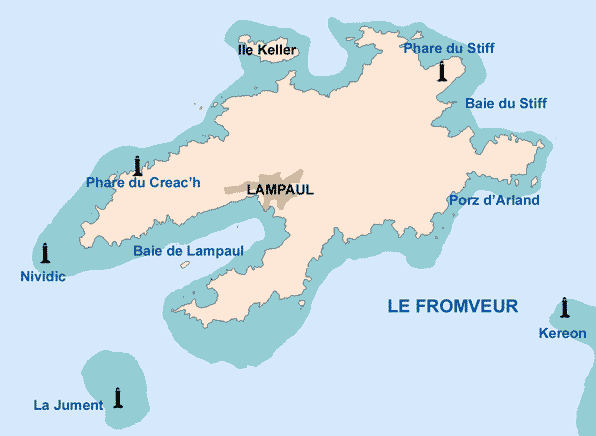
Situación del faro de la Jument en relación con la isla de Ouessant.

La Jument fue automatizada en el verano de 1990, y sus últimos guardianes la dejaron el 26 de julio de 1991.
El faro de la Jument se dio a conocer en el mundo entero gracias a una serie de fotografías realizadas desde un helicóptero por el fotógrafo francés Jean Guichard durante una tormenta, el 21 de diciembre de 1989. El fotógrafo logró captar un instante en el que uno de los fareros, Théodore Malgorne, estuvo a punto de ser engullido delante de la puerta del faro por una ola gigantesca, pero consiguió resguardarse a tiempo en el interior.
La película francesa L'équipier, realizada por Philippe Lioret en 2004, se desarrolla en la isla de Ouessant y en el faro de la Jument.